# The Night Is Still Young
Singles de Nicki Minaj
Hey Mama
(2015) Bitch I'm Madonna
(2015)
The Night Is Still Young est une chanson de la rappeuse et chanteuse américaine Nicki Minaj. Sortie le 28 avril 2015 sous les labels Republic Records et Cash Money Records, il s'agit du sixième single extrait de son 3e album studio The Pinkprint. 
La chanson est perçue comme un bon single et la production est saluée par de nombreux critiques, mais ceux-ci apprécient moins la composition et le contenu lyrique. Le morceau débute en 93e position du Billboard Hot 100 et culmine en 31e position. Le single est plus tard certifié platine par la RIAA pour s'être écoulé à 1 million d'exemplaires aux États-Unis.

## Composition
The Night Is Still Young est écrite par Minaj, Ester Dean, Lukasz Gottwald, Donnie Lewis, Theron Thomas et Henry Walter, et produite additionnellement par Gottwald et Cirkut. Lyriquement, les paroles parlent de profiter de la vie au maximum et de faire la fête. Michael Madden écrit pour Consequence of Sound que la composition est « de la pop à l'état pur ». Meaghan Garvey de Pitchfork compare la composition aux morceaux de Minaj sur son deuxième album Pink Friday: Roman Reloaded. Tyler Kane de Paste Magazine affirme que The Night Is Still Young « semblait être une chanson écrite spécialement pour Kesha, donc ce n'était pas une surprise de découvrir que se cachait derrière la chanson son collaborateur de longue date Dr Luke, le roi des thèmes comme "ce soir est le dernier soir où l'on existe sous notre forme humaine, donc oublions ça en faisant la fête dans cette boîte ». Nick Levine de Time Out classifie la chanson comme de la musique "disco digitale". Nicki McGloster désigne le titre comme le fruit d'une rencontre entre Moment 4 Life et son single de 2012 Starships. Elle ajoute que « Minaj bourre ce hit de couplets qui nous encouragent à saisir la nuit et profiter à fond ». The Night Is Still Young est écrite en clé de #C mineur avec un tempo de 124 battements par minute, et la voix de Minaj varie entre #C3 et #C5.

## Sortie
Les labels de Minaj Young Money Entertainment et Cash Money Records sortent Truffle Butter, extrait de The Pinkprint, comme cinquième single de l'album en janvier 2015 à la suite d'importantes rotations à la radio. Minaj est en préparations pour sa trouvée mondiale The Pinkprint Tour. Initialement, Republic Records avait prévu de sortir The Night Is Still Young, mais après commun accord avec les autres labels, ils renoncent à sa sortie.
Cependant, Republic renonce au tournage d'une vidéo pour Truffle Butter, celle de The Night Is Still Young étant déjà programmée. Le single sort officiellement le 6 avril au Royaume-Uni à la radio contemporaine. Il sort officiellement à la radio contemporaine américaine le 28 avril 2015. La pochette officielle du single sort sur le compte Instagram de Minaj le 16 mai 2015.

## Accueil
Tom Briehan de Stereogum a trouvé les paroles et la contribution de Minaj « fades » et « dépourvues de caractère ». Madden désigne la composition comme « commune », mais assure que « mélodieusement, il est vrai que ça semble être la bande son d'une soirée de légende, surtout quand la deuxième voix apparaît dans le refrain ». Jon Dolan de Rolling Stone soutient la chanson, l'appelant « un tour de force pop ». Levine écrit que la chanson « prouve que Minaj sait encore faire la fête ». Cependant Katherine St. Asaph de Time Magazine est très critique quant à la production de Dr Luke sur ce morceau et Only. Elle commente : « Elle n'est pas seulement  importune - elle semble usée, comme si elle était passée de mode il y a des années. C'est une intrusion commerciale nécessaire qui dément l'affirmation de Minaj qu'elle "n'a pas à atteindre le top 40" et mine ce qui je présume était censé être un classique ». McGloster désigne la chanson comme digne d'un single et ajoute « qu'il est sûr que Minaj ajoutera ça à sa grande collection de hits à succès dans les charts ».

## Clip vidéo
Durant une interview pour Capital FM, Minaj confirme qu'elle apparaîtrait dans le clip vidéo. Celui-ci est tourné à Los Angeles en Californie en mars 2015.
Une vidéo contenant les paroles de la chanson est publiée sur la chaîne YouTube officielle de la rappeuse le 25 mars 2015. Les visuels montrent de l'alcool et des lumières colorées. Madeline Roth de MTV saluent les visuels de la vidéo, commentant : « Le clip élève la chanson avec des images kaléidoscopiques et éclate de couleurs électriques tandis que Nicki nous assure "La nuit est encore jeune, et nous aussi" ». La vidéo officielle, réalisée par Hannah Lux Davis, sort en exclusivité sur la plateforme de streaming Tidal le 22 mai 2015. 

## Performances
La chanson faisait partie de la setlist du Pinkprint Tour en 2015. Minaj interprète également le titre en direct le 17 mai 2015 lors des Billboard Music Awards. Deux semaines plus tard, elle l'interprète à nouveau à Las Vegas durant l'iHeartRadio Summer Pool Party 2015. Le 24 juillet 2015, elle interprète le titre lors de l'événement Summer Concert Series organisé et diffusé par l'émission Good Morning America.
Le 30 août 2015, Minaj inaugure la cérémonie des MTV Video Music Awards 2015 avec un medley de chansons en compagnie de Taylor Swift. Elles interprètent notamment The Night Is Still Young ensemble. Cette performance est une réconciliation entre les deux artistes après une brève dispute sur les réseaux sociaux. 

## Classements hebdomadaires
| Classement (2015)                            | Meilleure position |
| -------------------------------------------- | ------------------ |
| Belgique (Flandre Ultratop 50 Singles)       | 44                 |
| Canada (Hot 100)                             | 40                 |
| États-Unis (Hot 100)                         | 31                 |
| États-Unis (Dance/Mix Show Airplay)          | 17                 |
| États-Unis (Hot Rap Songs)                   | 6                  |
| États-Unis (Mainstream Top 40)               | 14                 |
| États-Unis (Rhythmic)                        | 14                 |
| Irlande (IRMA)                               | 98                 |
| Israël (Media Forest)                        | 4                  |
| République tchèque (Rádio Top 100)           | 63                 |
| République tchèque (Singles Digitál Top 100) | 43                 |
| Royaume-Uni (UK R&B Singles Chart)           | 23                 |
| Slovaquie (Rádio Top 100)                    | 71                 |
| Slovaquie (Singles Digitál Top 100)          | 43                 |
| Suède (Sverigetopplistan)                    | 93                 |

## Certifications
| Pays       | Certification | Ventes    |
| ---------- | ------------- | --------- |
| États-Unis | Platine       | 1 000 000 |
| Suède      | Or            | 20 000    |

## Historique de sortie
| Région      | Date          | Format              | Label                                                             |
| ----------- | ------------- | ------------------- | ----------------------------------------------------------------- |
| Royaume-Uni | 6 avril 2015  | Radio contemporaine | Young Money Entertainment • Cash Money Records • Republic Records |
| États-Unis  | 28 avril 2015 | Radio contemporaine | Young Money Entertainment • Cash Money Records • Republic Records |
| États-Unis  | 28 avril 2015 | Radio rythmique     | Young Money Entertainment • Cash Money Records • Republic Records |